# Ramsinga
Il ramsinga è una tromba naturale costituita da quattro tubi di metallo molto sottile inseriti l'uno nell'altro. Lo strumento, anticamente utilizzato in India, era spesso rivestito di vernice rossa e, per essere suonato in modo soddisfacente, necessitava che il suonatore avesse una notavole capacità polmonare.

## Il ramsinga nella letteratura e nell'arte
Il ramsinga appare varie volte nel romanzo I misteri della jungla nera dello scrittore italiano Emilio Salgari; le sue note accompagnano la vicenda narrata costituendone quasi la colonna sonora.
Nel capitolo 62 de Il pendolo di Foucault il ramsinga viene invece suonato da una adepta di una setta druidica.
Il ramsinga trova posto anche nella storia a fumetti Gli Strangolatori, contenuta negli albi 312 e 314 della serie mensile di Tex, dove lo sceneggiatore Claudio Nizzi e il disegnatore Aurelio Galleppini si ispirano in modo piuttosto esplicito al romanzo di Salgari Le due Tigri.